# Refuge Islands
Die Refuge Islands (von englisch refuge ‚Zuflucht, Asyl, Unterstand‘; spanisch Islotes Refugio) sind eine kleine Inselgruppe vor der Fallières-Küste des Grahamlands auf der Antarktischen Halbinsel. Am nordwestlichen Rand der Rymill Bay liegen sie 1,5 km vor den Eiskliffs an der Südwestseite des Red Rock Ridge.
Teilnehmer der British Graham Land Expedition (1934–1937) unter der Leitung des australischen Polarforschers John Rymill entdeckten und benannten sie. Namensgebend war der Umstand, dass die Inseln als ein mit einem Vorratslager ausgestatteter Zufluchtsort für Schlittenmannschaften dienten, die südlich der Expeditionsbasis auf den Debenham-Inseln operierten.